# Svartedalen (skogsområde)

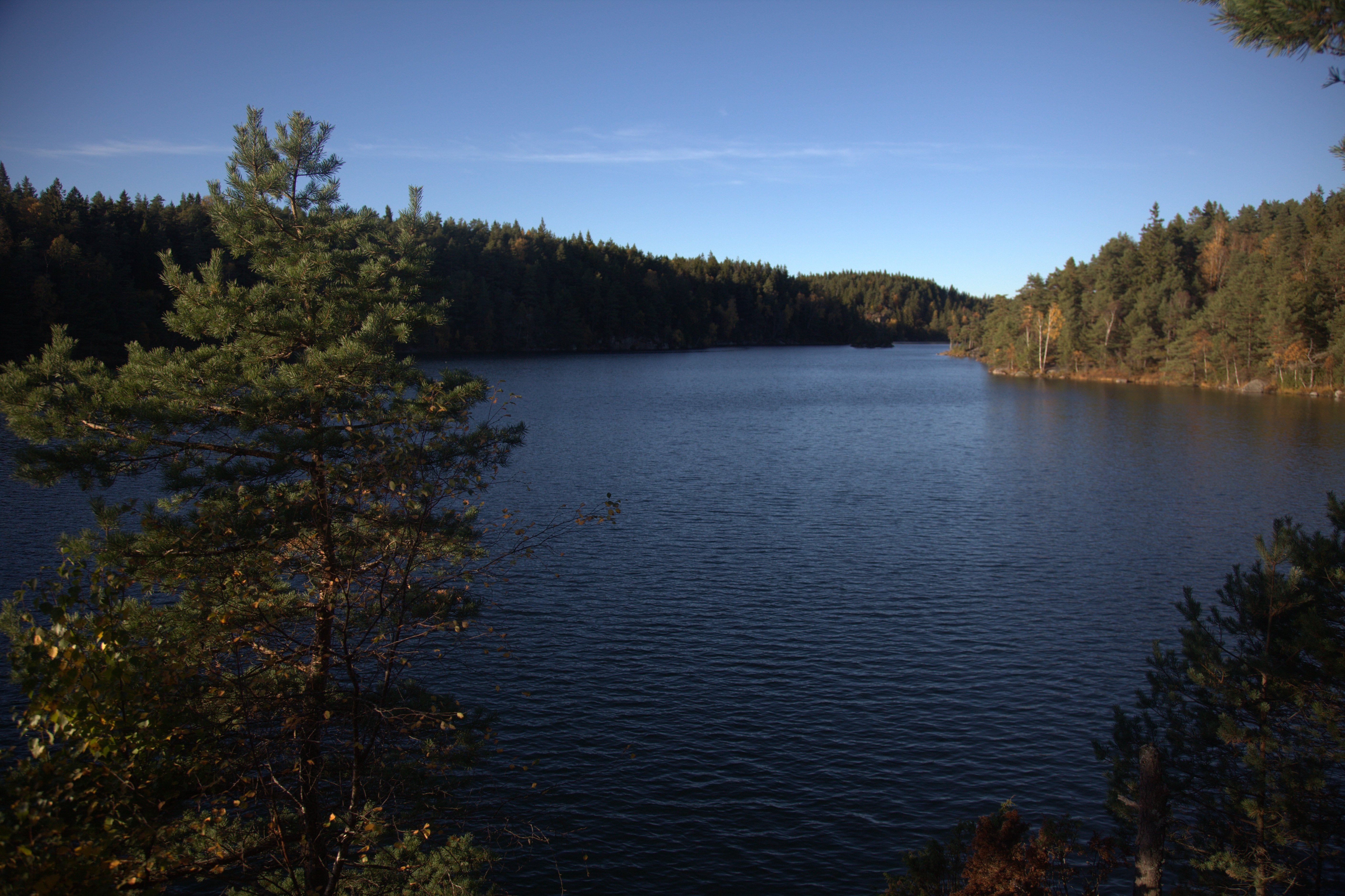
Härsvatten, en av många sjöar i området.

Svartedalen är ett omfattande skogsområde, delvis skyddat genom Svartedalens naturreservat. Svartedalen är beläget i Bohuslän, norr om Kungälv, öster om Stenungsund och väster om Göta älv. Bohusleden går genom Svartedalen.
Svartedalen, den gamla kronoparken Svartedalens område, omfattar även naturreservaten Ranebo lund och Ranebo naturskog i Stenungsunds kommun.

## Bilder

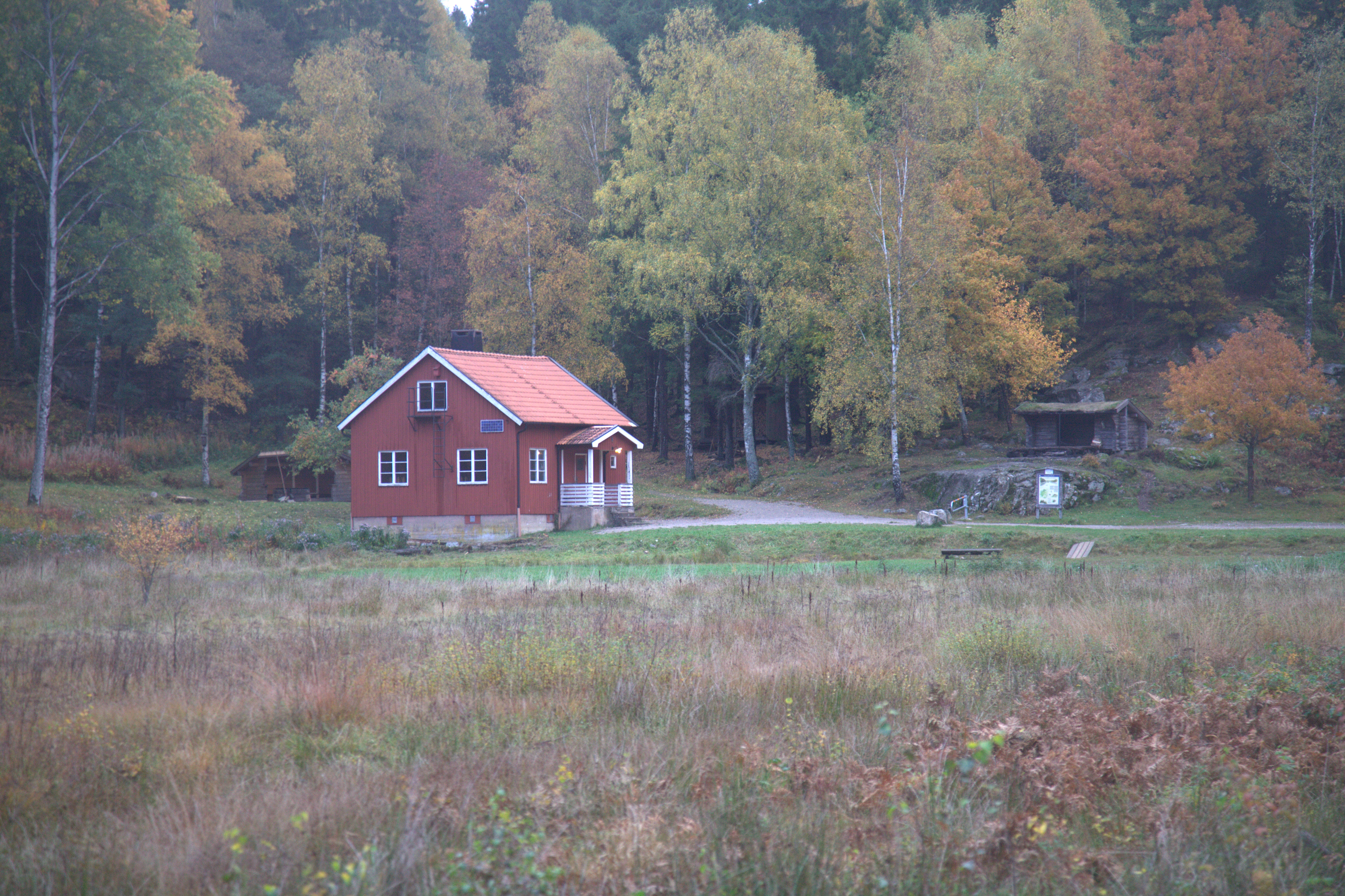
Stenstugan vid Ålevatten kring vilken många vandringsleder går, bland annat Bohusleden.
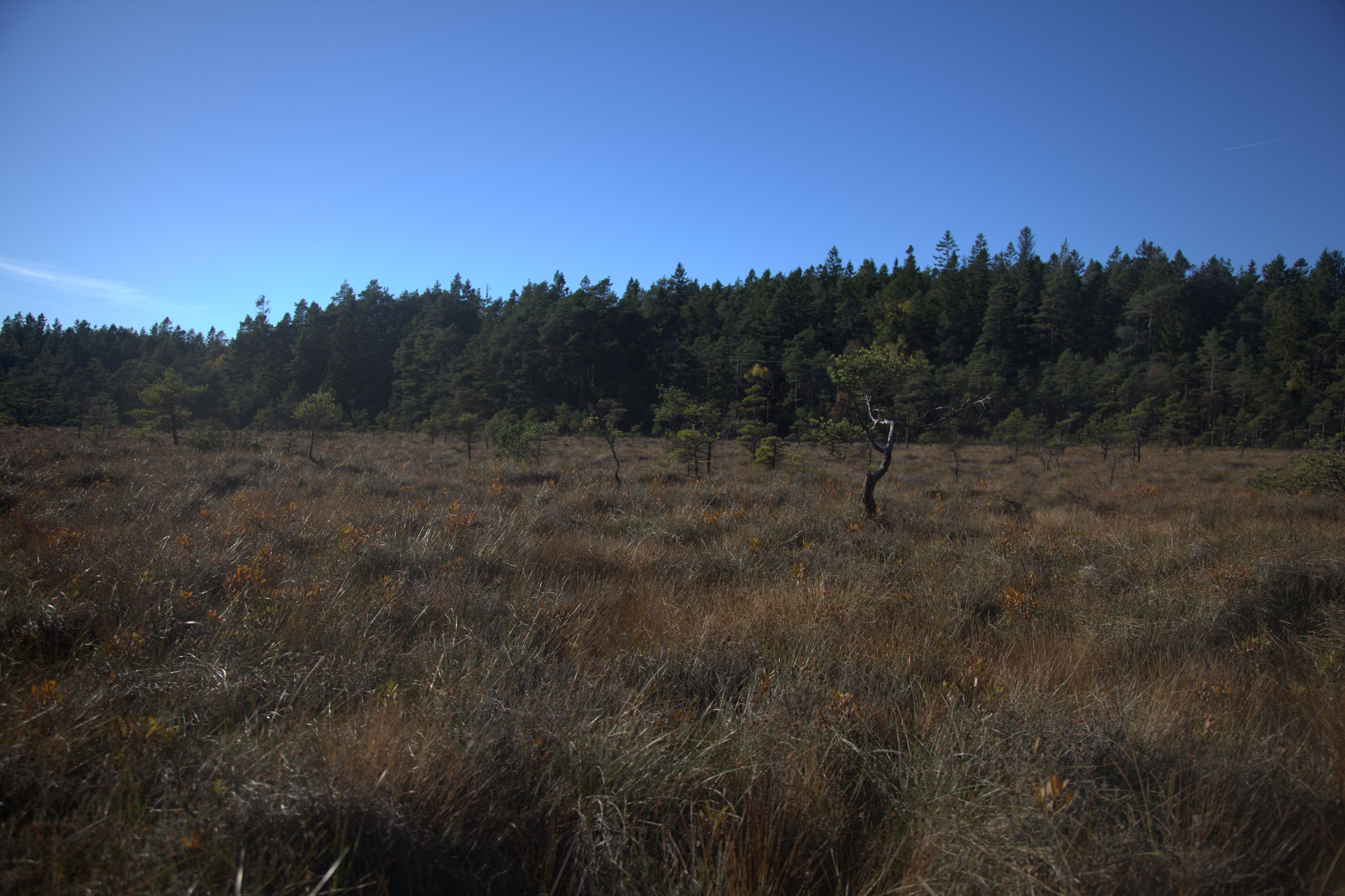
Myren vid Björkärr. En av flera myrar i Svartedalen.
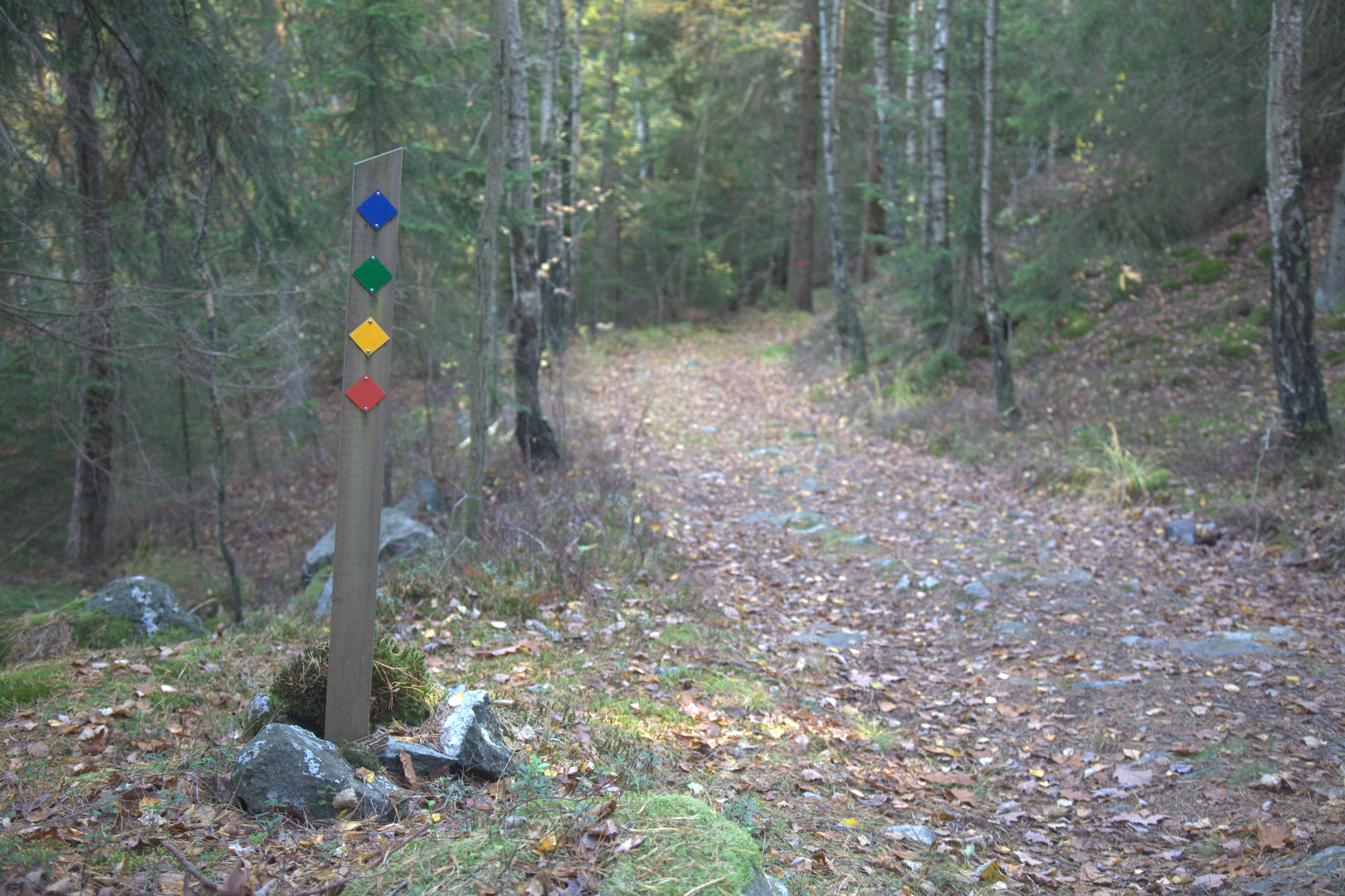
Uppmärkta vandringsleder kring Stenstugan.

## Fotnoter
1. ↑  Se Sverige. Vägvisare till 650 smultronställen från Ales stenar till Överkalix, Lars Magnusson. 2002